# Safia Monney

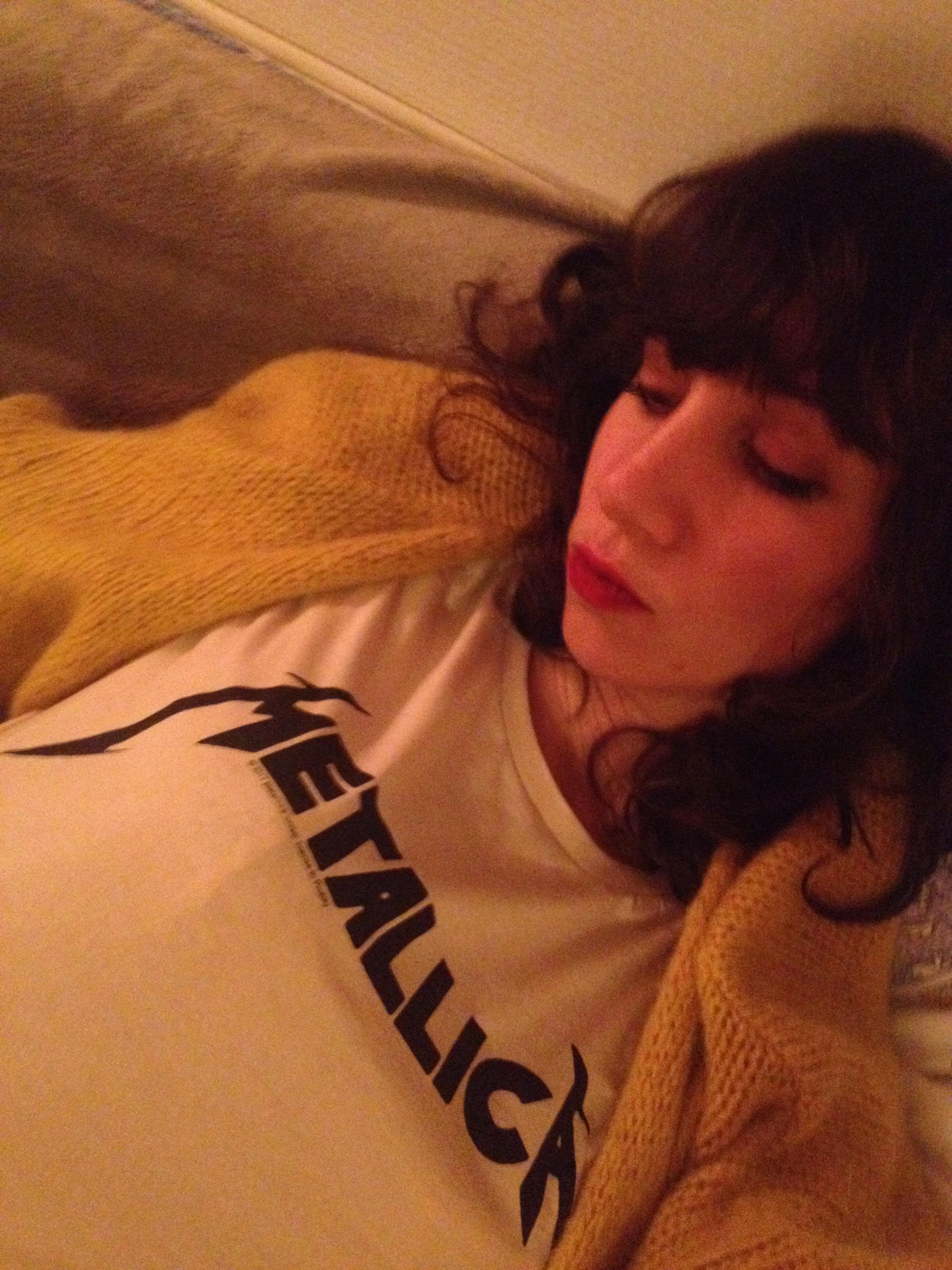
Safia Monney in Paris 2017

Safia Monney, auch bekannt als Safia Al Bagdadi (* 1979 bei Saarbrücken) ist eine deutsch-französische Schauspielerin und Autorin.

## Leben
Als Tochter einer Französin und eines Irakers wurde sie als Safia Al Bagdadi in Deutschland geboren, dem Heimatland ihres Berliner Großvaters. Hier verbrachte sie auch ihre ersten Lebensjahre. Ihre Muttersprachen sind Deutsch und Französisch. Sie erlangte ihre Schauspielausbildung am Konservatorium der Stadt Wien sowie an der International School for Acting München. Im Anschluss daran absolvierte sie den BA in Kommunikationswissenschaft an der LMU München.
Während der Zeit an der Schauspielschule in Wien spielte Safia am Theater in der Josefstadt und wirkte an zahlreichen Schulproduktionen mit. Nach der Ausbildung folgte unter anderem ein Stück an den Münchner Kammerspielen (2004–2005) und der Muffathalle München (2005–2006). In Film und Fernsehen war sie in Produktionen der TV-Sender ARD, RTL und Pro7 zu sehen. Außerdem spielte sie in Independent-Kinofilmen wie etwa Detlef Bothes Feiertag mit.
Seit 2008 lebt Safia Monney in Paris und hat den Schwerpunkt aufs Schreiben verlegt. Als Autorin erschien 2016 ihr Debütroman „Am Ende ist noch längst nicht Schluss“ als Spitzentitel im Rowohlt Taschenbuch Verlag (rororo). Die schwarze Komödie um vier alte Männer auf der Reise ihres Lebens verkaufte sich bislang fast 20.000 Mal.

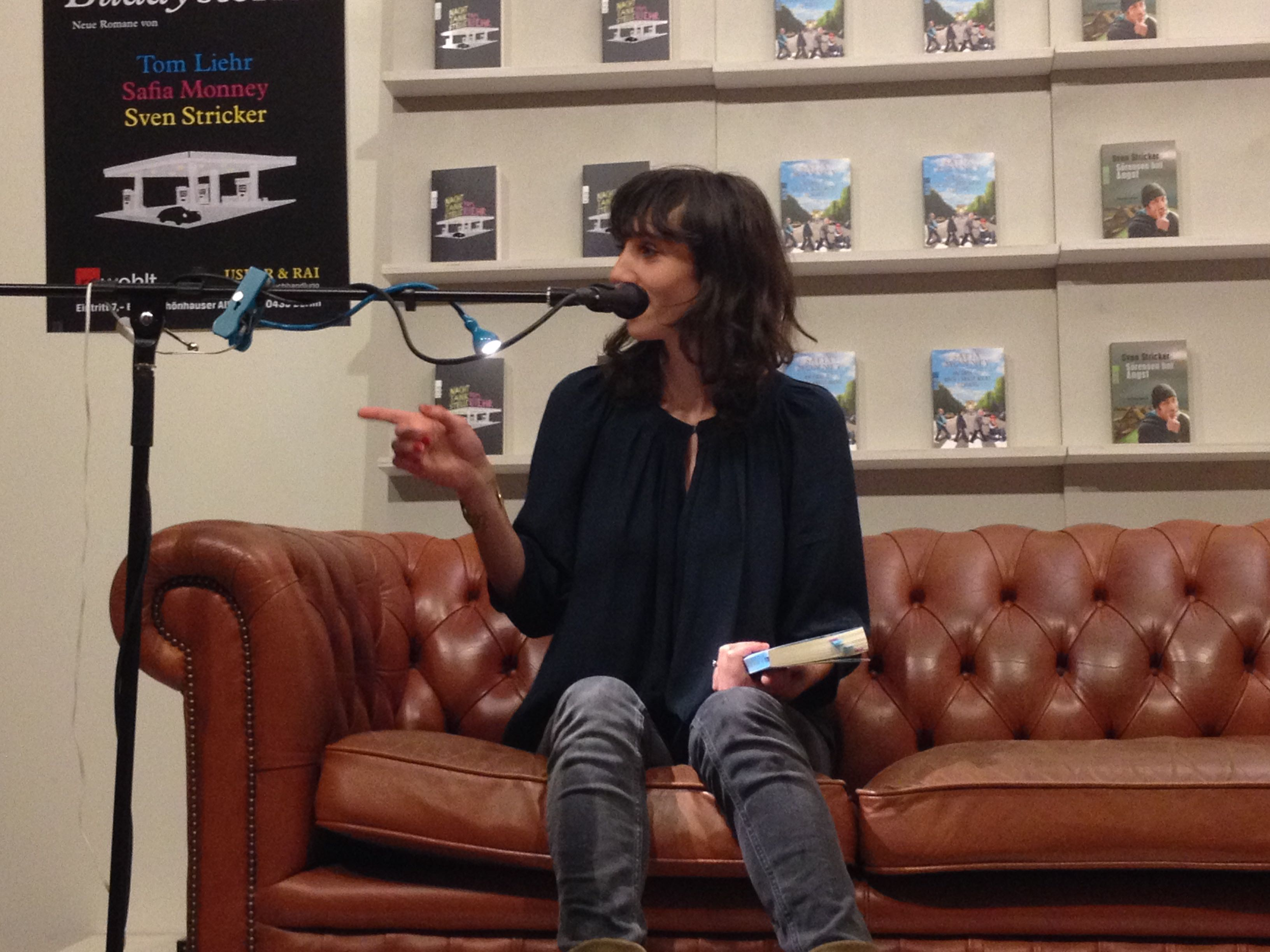
Safia Monney bei einer Lesung in der Buchhandlung Uslar&Rai in Berlin, Februar 2016

## Werke
- 2016: Am Ende ist noch längst nicht Schluss, Roman. Rowohlt Taschenbuchverlag (rororo) ISBN 978-3-499-27087-1
- 2018: Harte Zeiten für echte Kerle, Roman. Rowohlt Taschenbuchverlag (rororo) ISBN 978-3-499-29164-7
- 2021: Ich traf Gott und sie heißt Miranda, Roman. Rowohlt Taschenbuchverlag (rororo) ISBN 978-3-499-00209-0

## Filmografie

### Kino
- 2002: Feiertag
- 2003: Chickensalad to disaster
- 2007: Mikado

### Kurzfilme
- 2000: Wie die Zeit verrinnt
- 2003: After traffic
- 2003: Alles anders
- 2008: Les jours d’après
- 2008: L’arbre en nous à parlé

### Fernsehen
- 2004: Meine Frau, meine Freunde und ich
- 2004: Im Namen des Gesetzes
- 2005: Das beste Jahr ihres Lebens
- 2006: Lotta in Love
- 2006–2007: Hinter Gittern – Der Frauenknast
- 2007: Die Rosenheim-Cops – Die tote Geliebte

## Hörbuch
- 2008: Der Zementgarten nach Ian McEwan

## Auszeichnungen
- 2004: Gewinnerin des Allegra Talentwettbewerbs für Moderation